# جيمس بيلي (لاعب اتحاد الرغبي)
جيمس بيلي (بالإنجليزية: James Bailey)‏ هو لاعب اتحاد الرغبي بريطاني، ولد في 5 أغسطس 1983 في لندن في المملكة المتحدة.

## وصلات خارجية
- جيمس بيلي على موقع دوري الرغبي الممتاز (الإنجليزية)
- جيمس بيلي على موقع سلسلة سباعيات الرغبي العالمية - رجال (الإنجليزية)
- جيمس بيلي على موقع ItsRugby.co.uk (الإنجليزية)